# Haraguvalli, Shikarpur
Haraguvalli là một làng thuộc tehsil Shikarpur, huyện Shimoga, bang Karnataka, Ấn Độ.